# فرزین بانکی
فرزین بانکی (متولد ۷ مهر ۱۳۳۱) مترجم و پژوهشگر ایرانی است.

## زندگی
او تحصیلات خود را تا مقطع دکتری در رشته فلسفه تعلیم و تربیت دانشگاه زوریخ سوئیس دنبال کرد و در همین دانشگاه هم به تدریس می‌پرداخت. در اوایل دهه شصت به ایران آمد و در گروه زبان آلمانی دانشگاه شهید بهشتی مشغول به کار شد. او مدتی نیز در دانشگاه تهران، مؤسسه حکمت و فلسفه، دانشگاه علامه طباطبایی و پژوهشگاه علوم انسانی و مطالعات فرهنگی به تدریس و تحقیق پرداخته‌است. او همچنین مدیریت گروه زبان آلمانی در سازمان مطالعه و تدوین کتب درسی دانشگاه‌ها (سمت) را بر عهده داشت. هم‌اکنون ساکن زوریخ است.

## آثار
- ایمان و دانش: مجموعه مقالات، سخنرانی‌ها و گفتگوها، یورگن هابرماس، احمدعلی حیدری (مترجم)، فرزین بانکی (مترجم)، تهران: دانشگاه تهران، ۱۳۸۹
- کلام و جامعه در سده دوم و سوم هجری قمری، یوزف فن اس، مجموعه ۶ جلدی، فرزین بانکی (مترجم)، احمدعلی حیدری (مترجم)
- مکتب کوچک در تفکر فلسفی، کارل یاسپرس، فرزین بانکی (مترجم)، احمدعلی حیدری (مترجم)
- لغت‌نامه آلمانی فارسی، فرزین بانکی و محمد حسین خواجه‌زاده
- دربارهٔ تعلیم و تربیت، ایمانوئل کانت، فرزین بانکی (ترجمه)، تهران: اقدام، ۱۳۸۶